# Одеське археологічне товариство
Одеське археологічне товариство — наукове товариство, засноване в Одесі в травні 1959 року як спадкоємець Одеського товариства історії та старожитностей, діяльність якого була припинена 1922 році. Базою Одеського археологічного товариства є Одеський археологічний музей НАН України (Одеса, вул. Ланжеронівська, 4).

## Історія
Ідея відродження наукового товариствава, яке створило відомий усьому світові Одеський археологічний музей та видало 33 т. «Записок Одесского общества истории и древностей», не полишала громадськість Одеси практично з часів ліквідації Одеського товариствава історії та старожитностей. На пленарному засіданні Всесоюзної археологічної конференції (15—17 травня 1959 р.), яка проходила на базі Одеського державного археологічного музею, було створено Одеське археологічне товариство, затверджено його статут, обрано правління на чолі з М. Синициним. У 1966 - 1988 рр. головою правління Одеського археологічного товариство був Петро Каришковський. У 1991  р. товариство очолив С.Охотніков. Формально товариство затверджене рішенням Одеського облвиконкому від 16 жовтня 1959 р.. На той час товариство налічувало більш ніж 150 членів, серед яких всесвітньо відомі археологи (М.Артамонов, С.Бібіков, П.Борисковський, П.Каришковський, Т.Пассек, О.Тереножкін, В. Отрішко та ін.), викладачі вузів і наукові працівники, краєзнавці з Одеси, Миколаєва, Херсону та інших областей, студенти Одеського університету й інших вузів. В 1966 р. число членів Одеського археологічного товариства налічувало 366 фахівців і аматорів, які мешкали в 28 містах тодішнього СРСР (Одеса, Київ, Львів, Харків, Ашхабад, Кишинів, Ленінград (нині м. Санкт-Петербург), Москва, Новосибірськ, Тбілісі та ін.). Згодом членами товариства стали археологи з Болгарії, Німеччини, Польщі й Румунії.
Основною метою створення товариства була необхідність консолідації зусиль професіоналів археологів і аматорів для дослідження, збереження й популяризації пам’яток археології та інших старожитностей на Півдні України. Поряд з цим члени товариства проводять широкі польові роботи з дослідження й організації охоронних заходів на археологічних об’єктах, публікують нові матеріали та формують інтерес громадян до культурної спадщини Укарїни. Організаційна робота товариства зосереджена на проведенні засідань правління і зборів-конференцій. Усього за часи свого існування товариство провело 11 зборів-конференцій та 5 читань пам’яті проф. П.Каришковського. Збори-конференції проходили в Одесі, Кишиневі, Криму (Сімферополь, Керч, Феодосія і Севастополь).
За часи свого існування Одеське археологічне товариство видало 2 томи «Записок Одесского археологического общества», кілька збірок наук. праць та до 10 науково-популярних книжок (П.Борисковського, В.Красковського, Д.Шелова та ін.). З початку 1990-х рр. дослідження, нові знахідки і матеріали членів т-ва публікуються в «Кратких сообщениях Одесского археологического общества» (4 вип.) та у збірках наукових праць з Одеським археологічним музеєм НАН України, Одеським національним університетом та ін. наук. закладами.